# Hasan Dağı
De berg Hasan Dağı (Turks: dağı=berg) is een slapende stratovulkaan in de buurt van Aksaray. De top van de vulkaan ligt op 3.286 meter hoogte, en is de tweede hoogste berg van Centraal-Anatolië na Erciyes. Er zijn fumarolen in de buurt van de piek. Het duurt ongeveer zes uur om naar de top te klimmen; het is niet mogelijk er naar boven te rijden. De top biedt uitzicht over de Anatolische hoogvlakte, inclusief Cappadocië.
Rondom de vulkaan zijn er kleine dorpen waar de mensen vooral leven van de landbouw. De vulkaanbodem is erg vruchtbaar. De omgeving is ook karakteristiek door alle oude uitgespuwde lava.

## Externe link

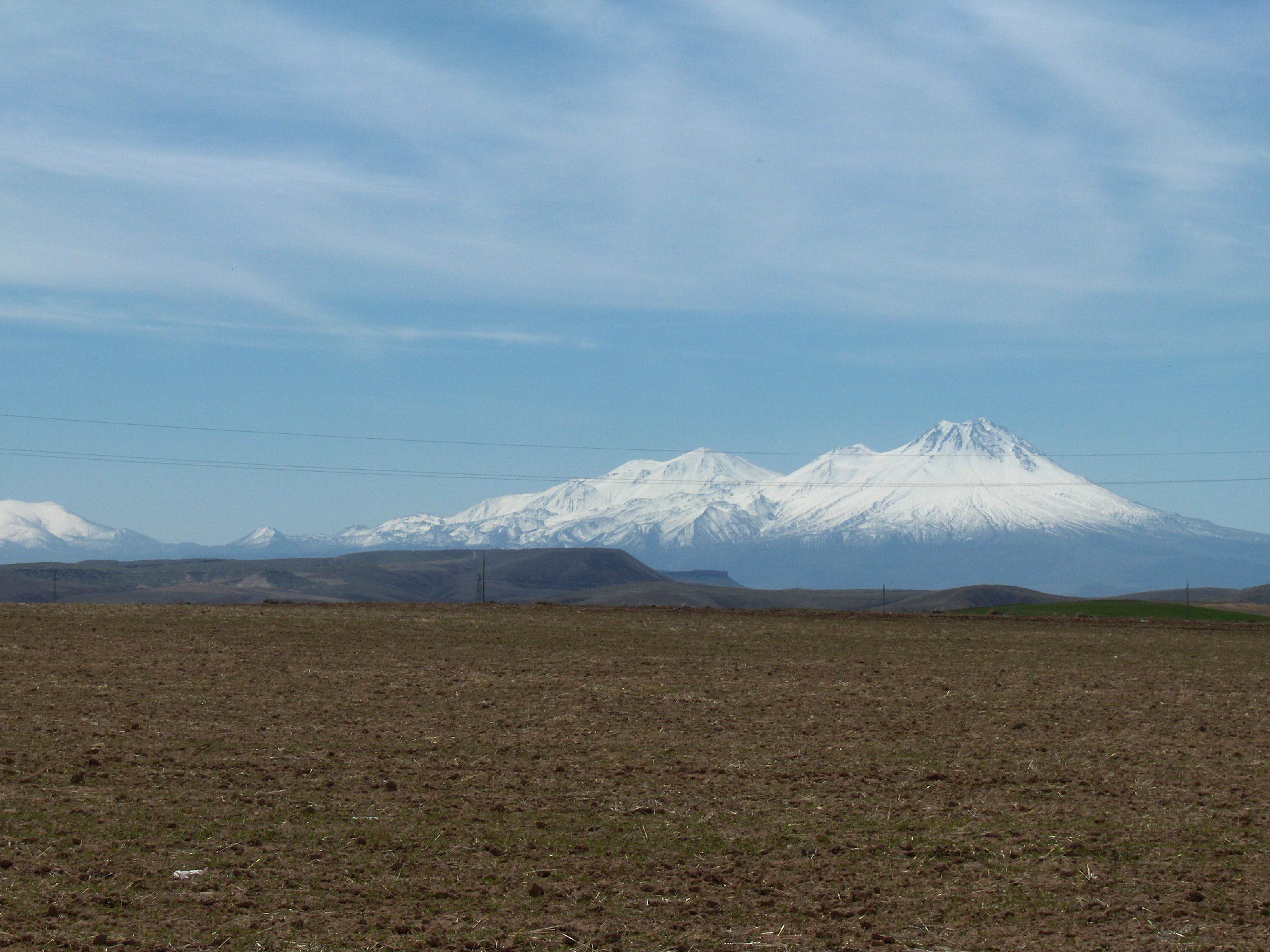
De berg Hasan